# TPR
TPR株式会社（ティーピーアール）は、東京都千代田区丸の内に本社を置く自動車用ピストンリングなどを製造、販売するメーカーである。
ピストンリングとシリンダーライナー製造が柱。ライナーは世界首位。トヨタ向けが約3割を占める。
芙蓉グループ（みずほグループ）に属する。

## 概要
TPRの前身は、1908年（明治41年）に田中源太郎が興した株式会社田中源太郎商店である。米国アチエソン会社の日本総代理店として、潤滑油および潤滑剤の販売から事業が始まる。
昭和に入ると、世界の関心が戦争に集中するなか、航空機や船舶は最も重要な戦略物資となっていった。特にその心臓部ともいえるエンジンの改良開発は、国家的緊急課題であった。源太郎はエンジンの性能向上には潤滑油と同時に優れたリングが不可欠であると考え、国産リングの製作に生涯を掛けることを決意。1939年（昭和14年）1月には海軍航空技術廠に対し、国産の「金星」エンジン試験用リングを提出し、これが2位の米国製品を大きく引き離す試験結果を出したことにより、「田中ピストンリング株式会社」が設立される。

### 現在
80年を超える歴史の中で、会社の事業分野もピストンリング、シリンダライナなどの自動車部品のみではなく、アルミ、ゴムと樹脂など多種多様化してきた現状を踏まえ、2011年10月1日から正式社名をTPRに変更した。

## 沿革
- 1939年 - 田中ピストンリング株式会社を設立。
- 1943年 - 社名を帝国ピストンリング株式会社に変更。
- 1961年 - 東京証券取引所第2部に上場。
- 1976年 - 岐阜県可児市に岐阜工場設立。
- 1996年 - 中国安慶帝格伯茨活塞環有限公司（ATG）設立。
- 1997年 - インドGOETZE TP（INDIA）Ltd.（GTP）設立。
- 1999年
  - 東京証券取引所第1部に上場。
  - 米国Federal-Mogul TP Liners, Inc.（FTL）設立。
- 2000年
  - 中国安慶帝伯粉末末冶金有限公司（ATP）設立。
  - 米国Federal-Mogul TP Sunderland Ltd.（FTS）設立。
  - インドネシアPT.NT Piston Ring Indonesia（NTRI）設立。
  - ISO9001認証取得。
- 2001年
  - 米国United Piston Ring, Inc.（UPR）設立。
  - ISO14001認証取得。
- 2002年
  - 中国何京帝伯熱学有限公司（NTEC）設立。
  - 中国安慶雅徳帝伯活塞有限公司（AAT）設立。
  - 韓国Y&T Power Tech. Inc.（Y&T）設立。
- 2003年
  - ドイツFederal-Mogul TP Europe GmbH（FTE）設立（英国FTSの移設）。
  - トルコFederal-Mogul TP Liner Europe Otomotiv Ltd. Sti（FTLE）設立。
  - 中国帝伯環新国際貿易（上海）有限公司（TAS）設立。
- 2004年 - ISO/TS16949認証取得。通称社名「TPR」の使用を開始。本社を丸の内トラストタワーへ移転。
- 2010年 - 会社創立70周年を機に、介護事業への参入を発表。ゴム製品事業のTPRサンライト株式会社に資本参加。
- 2011年 - 社名をTPR株式会社に変更。岡谷電機産業との合弁で、長野県岡谷市に研究開発子会社、TOCキャパシタ株式会社を設立。樹脂製品の製造販売会社TPRエンプラ株式会社を設立。本社を新丸の内センタービルへ移転。
- 2012年 - 内外装部品メーカーのファルテックに資本参加。
- 2013年 - 株式会社ファルテックは東京証券取引所市場第2部に上場。
- 2014年 - 子会社のTOCキャパシタが、日清紡ホールディングスの持つEDLC事業およびEDLC生産設備・生産技術および顧客を譲受
- 2017年 - ゴム製品事業の株式会社ノブカワに資本参加。

## 主な製品

### パワートレイン部品
- ピストンリング
- シリンダーライナー
- バルブシート
- バルブガイド
- シールリング
- カーボンスクレーパリング

### 内装、外装部品
- 内外装樹脂部品
- メタル・モールディング部品
- テキスタイル部品

### 足回り部品
- アルミ製品
- ショックアブソーバー部品

### その他製品・サービス
- 電子電装部品
- 工業用ゴムシール部品
- キャパシタ
- 自動車検査・整備用機械
- 設備機器、空調機器
- 温度調節弁
- 建設、介護、保険、産廃処理

## 所在地
- 本社 - 東京都千代田区
- 工場 - 長野県岡谷市、岐阜県可児市
- 技術センター - 長野県岡谷市

## 関連会社
関連会社は国内20社、海外34社の計54社。

### 国内
- TPR工業株式会社
- TPR熱学株式会社
- TPRアルテック株式会社
- TPRトータルサービス株式会社
- TPR EK特殊金属株式会社
- TPRサンライト株式会社
- TPRエンプラ株式会社
- TOCキャパシタ株式会社
- TPRエンプラ株式会社
- 株式会社ファルテック
- 株式会社アルティア
- TPR商事株式会社
- TPRプリメック株式会社
- TPRエンジニアリング株式会社
- TPRビジネス株式会社
- ケーテー自動車工業株式会社

### 海外

#### 中国
- 安慶帝伯格茨活塞環有限公司
- 安慶帝伯格茨缸套有限公司
- 安慶安帝技益精機有限公司
- 安慶帝伯粉末冶金有限公司
- 安慶雅徳帝伯活塞有限公司
- 柳伯安麗活塞環有限公司
- 南京帝伯熱学有限公司
- 帝伯三徠拓像塑（上海）有限公司
- 帝伯愛爾（天津）企業管理有限公司
- 広東発尓特克汽車用品有限公司
- 佛山発尓特克汽車零部件有限公司
- 安慶帝伯功 能塑料有限公司

#### インドネシア
- PT. TPR ENPLA INDONESIA
- PT.TPR INDONESIA.
- PT.TPR SALES INDONESIA.
- PT.ART PISTON INDONESIA.

#### インド
- Federal-Mogul TPR (INDIA)Ltd.
- TPR Autoparts Mfg. India Pvt.Ltd.

#### 韓国
- Y&T Power Tech., Inc.

#### ベトナム
- TPR Vietnam Co.,Ltd.

#### タイ
- TPR Asian Sales (Thailand) Ltd.
- FALTEC SRG Global (Thailand) Co., Ltd.

#### トルコ
- Federal-Mogul TP Liner Europe Otomotiv Ltd. Sti.

#### アメリカ
- Federal-Mogul TP Liners, Inc.
- United Piston Ring, Inc.
- FALTEC AMERICA, INC
- TPR Federal-Mogul Tennessee, Inc.
- TPR America, Inc.

#### ドイツ
- Federal-Mogul TP Europe GmbH & Co. KG.
- TPR Europe GmbH.

#### イギリス
- FALTEC EUROPE LIMITED

#### ブラジル
- TPR Industria de Pecas Automotivas do Brasil Ltda.

## 不祥事

### 申告漏れの指摘
同社が東京国税局の税務調査によって、吸収合併した連結子会社『テーピアルテック』から引き継いだ赤字を損金算入したことを巡り、租税回避に相当するとして、2014年3月期までの5年間に亘り申告漏れを指摘され、計約5億円を追徴課税されたことが、2016年8月30日の新聞報道で判明した。同社はこれを不服として、国税不服審判所に異議を申し立てた。